# Maximilian Penz
Maximilian Penz (* 7. März 1994 in Eferding) ist ein ehemaliger österreichischer Fußballtorwart und heutiger -trainer.

## Karriere
Penz begann seine Karriere in seiner Heimatstadt beim UFC Eferding. Danach hatte er beim ASKÖ Eferding/Fraham gespielt, ehe er 2003 zum ASKÖ Pasching ging. Nach dem Umzug des ASKÖ Pasching nach Kärnten wechselte er nach Deutschland zur TSG 1899 Hoffenheim. Im Mai 2014 debütierte er für die Zweitmannschaft in der Regionalliga. Im Sommer 2014 kehrte er nach Österreich zurück, wo er sich dem Zweitligisten LASK anschloss. Sein Profidebüt gab er im Mai 2016, am letzten Spieltag der Saison 2015/16, beim Auswärtssieg gegen den FC Liefering.
Nach der Saison 2016/17 verließ er den LASK und wechselte wieder nach Deutschland zur sechstklassigen SpVgg Neckarelz.
Ab Sommer 2022 gehörte er dem Trainerstab des Landesligisten SV 98 Schwetzingen zunächst als Torwarttrainer an, seit Dezember 2022 auch als Co-Trainer.